# Вила Армира
Вижте пояснителната страница за други значения на Армира.
Вила „Армира“ е антична римска вила в близост до Ивайловград.
Днес тя е паметник на културата с национално значение. От 2014 г. е под номер 72б в списъка „100 национални туристически обекта“ на Българския туристически съюз.

## Местоположение
Намира се на 1,5 км югозападно от квартал Лъджа, Ивайловград. Днес тя е известна под названието Вила Армира, произлизащо от името на малката река Армира, приток на река Арда, на брега на която е построена вилата.

## Описание
Античната Вила Армира представлява внушителен комплекс от жилищни и стопански постройки, разположени на площ от 2200 m2. Жилищната ѝ част, заемаща площ от 978 m2, обхваща голям вътрешен двор, ограден от покрита галерия с перистил (колонада) и имплувиум (басейн) в средата. Около него са разположени жилищните помещения – трапезария, дневна, кухня, спалня, баня и други. Отоплението се осъществява чрез хипокауст (подподово отопление, при което подът на сградата е повдигнат на колонки от зидани тухли или керамични тръби, между които преминава топъл въздух от специално изградени за целта огнища).
По време на разкопките са открити добре запазени мозайки с фигурални и геометрични мотиви, капители, ажурни парапети, херми, профилирани фрагменти от колони, пиластри, корнизи и облицовки от мрамор. Намерени са и множество керамични съдове, накити и предмети на бита. Вилата е разкошно имение, чиито помещения, освен с мозайки на подове, са украсени и с богата мраморна декорация и цветна мазилка. В това отношение тя безспорно се очертава като най-пищната от всички известни подобни постройки на територията на римска Тракия. Сгради с подобна богата мраморна облицовка са рядко срещани в провинциите на Римската империя (1 – 5 век). Особено важно е обстоятелството, че степента на съхраненост на декоративните елементи позволява практически пълна възстановка на интериора на сградата.
Поради денивелацията на терена стопанският комплекс към вилата се е съхранил в значително по-лошо състояние. Неговото предназначение е било да осигури дейността по експлоатацията на земите, съхранението и обработката на селскостопанската продукция, на инвентара и други. Няма конкретни данни за характера на развиваната селскостопанска дейност.

## История
Вилата е била обитавана до третата четвърт на 4 век. Разрушаването ѝ се свързва с голямото опустошение на околностите на Адрианопол през 378 година, когато римската армия, под командването на Валент, е разбита при Адрианопол от готите, а самият император е ранен и отнесен от войниците си до вила в близост до бойното поле. Впоследствие готите откриват това убежище на ранения император, превземат и опожаряват вилата и убиват самия император. Много е вероятно тези събития да са се разиграли именно тук.

## Проучване и опазване
Вилата е открита през 1964 година при строеж на язовир, след което започва археологическо проучване, което продължава до 1980 г. При последвалите археологически разкопки са разкрити останките от крайградска вила от периода на Римската империя. Разкрити са множество подови мозайки, както и изящна мраморна декорация на перистила.
През 1968 г. е обявена за паметник на културата от национално значение.
Археологическият обект е ограбен ок. 1990 г. и голяма част от мраморните орнаменти, в това число и скулптурните херми, са изнесени контрабандно в чужбина. Една от хермите е предложена за продан на аукционна къща Сотбис в Лондон, а други се озовават в Германия. След действия на българските власти, почти всички мраморни фрагменти са върнати обратно в археологическия обект in situ.
След основен ремонт на покривната конструкция и туристическата инфраструктура, вила Армира отново е отворена за посетители през лятото на 2024 г.  Ремонтът, консервацията и социализацията са финансирани по проект на Община Ивайловград за развитие на туристически атракции по Оперативна програма „Региони в растеж“, на обща стойност 8,2 млн. лв., от които 7 млн. лв. е безвъзмездното финансиране, а останалите са осигурени чрез Фонд „ФЛАГ“.

## Фамилен некропол
Близо до Вила Армира в землището на село Свирачи се намира насипана върху каменна основа антична могила. Периодът на използване на могилата и съоръженията в нея се датира в рамките на римската епоха и по-точно в ранния период на управление на император Траян (97 – 117). Вероятно могилата е ползвана като фамилен некропол на собствениците на Вила Армира. Надгробната могила е с височина около 16 метра. Могилният насип е разположен върху масивна каменна конструкция с дължина около 200 m, ограждаща могилата в основата ѝ.
Конструкцията на могилата от началото на римската епоха е без аналог на територията на България. Върху сложно изграден стилобат (основа) от ломен камък и хоросан е била поставена каменна облицовка. Цялата конструкция е работена по предварително изготвен архитектурен план. Блоковете от облицовката са с дължина до 3,70 m и всеки от тях е дъговидно изрязан при външния си край. Те са стъпаловидно подредени в десет реда. Връзката между тях е от масивни железни скоби, споени с олово. Могилата е насипана от обединени множество могилки, като пръстта за тях е взета от околността. Сред насипа са намерени и праисторически материали, вероятно взети от разположено в близост селище.